# 장위한
장위한(张雨涵, 1995년 1월 6일 ~ )은 자유형을 주종목으로 하는 중국의 수영 선수이다. 2014년 인천 아시안 게임 여자 자유형 400m 경기에서 4분07초67 기록으로 금메달을 확득했다.